# Perseu Abramo
Perseu Abramo (... – 6 marzo 1996) è stato un giornalista e sociologo brasiliano.

## Biografia
Nacque da una coppia di immigrati italiani, Athos Abramo e Athea Tommasini, che erano anche cugini di primo grado. Il padre era fratello dell'attrice Lélia Abramo.
Studiò al Colégio Estadual Presidente Roosevelt. Iniziò la carriera giornalistica come revisore supplente al primo Jornal de São Paulo, nel 1946. Dal 1948 al 1950 lavorò come giornalista al secondo Jornal de São Paulo. Dopo aver scritto per diverse testate guidò il team che contribuì alla creazione di Brasilia.
Nel 1959 si laureò in Sociologia all'Università di San Paolo.
Partecipò poi attivamente alla formazione dell'Università di Brasilia nel 1962, dove insegnò sociologia presso il Dipartimento di Scienze Umane fino al 1964, anno del colpo di stato militare: l'ateneo fu invaso dall'esercito. Privato della cattedra, Perseu Abramo conseguì un master in scienze umane presso l'Università Federale di Bahia, dove poi insegnò. 
Fu giornalista per tre anni a TV Globo (1983 - 1985).
Istituì il Prêmio Vladimir Herzog, massimo riconoscimento per la categoria dei giornalisti in Brasile.
Scrisse due libri, pubblicati dalla casa editrice che porta il suo nome, la Fundação Perseu Abramo, collegata al Partito dei Lavoratori, nel quale aveva militato insieme a sua zia Lélia, che gli sopravvisse otto anni. Entrambi morirono per embolia polmonare.